# Lara Bianca Fuchs

Lara Bianca Fuchs (2013)

Lara Bianca Fuchs, auch Lara (* 14. Februar 1980 in Hopfgarten, Tirol, bürgerlich: Bianca Fuchs) ist eine österreichische Sängerin und Moderatorin auf dem Gebiet des Schlagers und der volkstümlichen Musik.

## Leben
Bianca Fuchs wuchs in Tirol auf, wo ihre Eltern das Hotel Leamwirt führten. Als Kind sang sie ab und zu den Hotelgästen vor. Sie absolvierte eine klassische Stimmausbildung und nahm Tanz- und Schauspielunterricht.
1994 nahm sie unter ihrem bürgerlichen Namen für Österreich am Grand Prix der Volksmusik teil. Mit ihrem Titel Die bunten Träume der Kindheit erreichte sie den 7. Platz. Damit begann für Lara unter ihrem bürgerlichen Namen eine Solokarriere als Sängerin. 1997 schloss sie sich mit dem Schlagersänger Ray Watts zum Duo „Bianca & Ray“ zusammen. Die beiden hatten bis 2001 einige Erfolge auf dem Gebiet der volkstümlichen Musik.
Seit 2002 arbeitet sie wieder als Solokünstlerin. Sie wurde von den Produzenten Oliver Statz und Joachim Horn-Bernges unter Vertrag genommen. Unter dem Künstlernamen „Lara“ wurde als erste Single Du bist schön veröffentlicht, danach folgten mehrere Alben.
Seit 2013 moderiert sie die wöchentliche Sendung Folx Live sowie seit 2017 den Folx Stadl bei Folx Music Television.

## Erfolgstitel
- Bis ans Ende der Welt (Bianca & Ray)
- Der helle Wahnsinn 1997 (Bianca & Ray)
- Solo Con Te 1997 (Bianca & Ray)
- Diesmal muss für immer sein 1999 (Bianca & Ray)
- Für dich amore blu 1999 (Bianca & Ray)
- Lago Di Garda 2000 (Bianca & Ray)
- Noch nie soviel geträumt 2003
- Hello, deutsche Version des Welthits Hello von Lionel Richie
- Bitte gib mir eine Chance 2013 2.0 2013 (mit Di Quinto Rocco)

## Diskografie
- 1994: Es liegt all’s an de Stern
- 2004: Unwiderstehlich
- 2007: Ganz nah bei dir
- 2009: Wahnsinn
- 2011: Gemeinsam statt einsam
- 2011: Winterträume
- 2013: Seelenverwandt
- 2016: Herzbeben
- 2018: Aufgewacht
- 2023: Sommerflirt